# Heinrich Teipel (Politiker)

Heinrich Teipel

Heinrich Teipel (* 22. März 1885 in Arnsberg; † 11. April 1945 in Wanzleben) war ein deutscher Politiker (NSDAP), Tierarzt und SA-Führer. Er war einer der maßgeblichen Vertreter der Partei im Sauerland.

## Leben und Wirken

### Frühe Jahre
Er war Sohn des gleichnamigen Fleischers und seiner Frau Mathilde (geb. Wolter). Nach dem Besuch der Volksschule und des Gymnasiums in Arnsberg studierte Teipel an der Tierärztlichen Hochschule in Berlin. Seitdem gehörte er der Berliner Burschenschaft Obotritia an. 1908 legte er das Staatsexamen ab, um anschließend bis 1919 als aktiver Veterinäroffizier zu arbeiten. Seine Promotion zum Dr. med. vet. erfolgte hingegen erst 1923. Bereits 1913 hatte er Anna Kolbe geheiratet, die später die NS-Frauenschaft in Arnsberg aufbaute.
Am Ersten Weltkrieg nahm Teipel von 1914 bis 1918 mit dem Kürassier-Regiment 4, mit dem 7. Bataillon des Fußartillerie-Regiments 5 und als leitender Veterinär der deutschen Truppen bei der II. und III. bulgarischen Armee teil. Im Krieg wurde er mit dem Eisernen Kreuz beider Klassen und mit dem Bulgarischen Kriegsverdienstorden V. Klasse ausgezeichnet.

### Weimarer Republik
Von 1919 bis 1921 verdiente Teipel seinen Lebensunterhalt als praktischer Tierarzt in Balve. Danach leitete er als Direktor bis 1933 den Schlachthof von Arnsberg im Sauerland.
Politisch engagierte Teipel sich seit 1924 in der NSDAP. Er hat zusammen mit 25 anderen die Ortsgruppe der Partei in Arnsberg gegründet. Seit 1924 war er als zunächst einziges Mitglied der NSDAP Mitglied in der Arnsberger Stadtverordnetenversammlung. Dieser gehörte er bis 1931 an. Danach war er bis 1933 Mitglied des Magistrats. Für ihn war der Aufbau der NSDAP in Arnsberg deswegen von großer strategischer Bedeutung, weil die Stadt als Sitz von Kreisverwaltung, Bezirksregierung und zahlreicher weiterer Behörden und Gerichten politisches Zentrum des Sauerlandes war. Von dort aus sollte die Region für die NSDAP gewonnen werden. Aus diesem Grund hat er hochrangige Referenten der Partei wie Joseph Goebbels und Wilhelm Frick in die Stadt geholt. Nach eigener Aussage stieß der Aufstieg aber auf erheblichen Widerstand, „da hier der sozialdemokratische Regierungspräsident Max König und sein Helfer Landrat Dr. Haslinde amtierten.“
Von 1925 bis zum 31. August 1931 fungierte er als Bezirksleiter des Bezirkes Sauerland. Dazu gehörten die Kreise Arnsberg, Meschede und Brilon. Unter seiner maßgeblichen Leitung kam es in zahlreichen Städten zur Gründung von Ortsgruppen der Partei. Im Jahr 1929 wurde der Bezirk geteilt. Der östliche wurde von Heinrich Nierfeld aus Brilon geführt. Im selben Jahr wurde Teipel als erstes und zu dieser Zeit einziges Mitglied der NSDAP in den Kreistag des Kreises Arnsberg gewählt. Ein Jahr später zog sich Teipel zum Schein aus der Politik zurück und trat angeblich auch aus der NSDAP aus. Hintergrund war das Verbot der Mitgliedschaft in der NSDAP für Beamte des Staates durch den preußischen Innenminister Carl Severing. Nach der Aufhebung dieser Bestimmung durch Reichskanzler Franz von Papen im Jahr 1932 trat Teipel wieder verstärkt als Nationalsozialist in der Öffentlichkeit auf.
Vom 1. September 1932 bis zum 10. Januar 1934 war er Kreisleiter der NSDAP im Kreis Arnsberg. Hintergrund war, dass der Bezirk Sauerland wegen gestiegener Mitgliederzahlen in Organisationen für die Kreise Arnsberg, Meschede und Brilon aufgeteilt worden war. Als Kreisleiter war Teipel hauptberuflicher Funktionär der NSDAP.

### Zeit des Nationalsozialismus
Bei der letzten halbwegs freien Kreistagswahl am 5. März 1933 blieb die NSDAP im Kreis Arnsberg weit hinter dem Reichsdurchschnitt bei der Reichstagswahl zurück. Sie erhielt nur 20,9 % der Stimmen und stellte nur 7 – unter ihnen auch Teipel – der 27 Kreistagsmitglieder. Gleichwohl beanspruchte Teipel in der ersten Kreistagssitzung für sich das Amt des Landrates. Zuvor war er bereits in der Stadt Arnsberg zum Beigeordneten gewählt worden. Nachdem der bisherige Landrat Haslinde zurückgetreten war, wurde Teipel auf Erlass von Hermann Göring zum Nachfolger ernannt. Im Jahr 1934 wurde Teipel aus Anlass des zehnten Gründungstages der NSDAP in Arnsberg wegen seiner „großen Verdienste“ um den Aufbau der Partei im Sauerland zum Ehrenbürger von Arnsberg ernannt. Der Brückenplatz im Zentrum der Stadt wurde in Heinrich-Teipel-Platz umbenannt. Am 10. Januar 1934 wurde er auch Gauinspekteur der Gauinspektion V des Gaus Westfalen-Süd. In dieser Funktion war Teipel auch zuständig für die politische Überwachung der höheren Beamten der Arnsberger Regierung. Zeitweilig zurückgetreten, wurde er am 30. November 1936 abermals zum Kreisleiter des Kreises Arnsberg ernannt.
Von März 1936 bis zum Ende der NS-Herrschaft im Frühjahr 1945 saß Teipel zudem als Abgeordneter für den Wahlkreis 18 (Westfalen Süd) im nationalsozialistischen Reichstag. Daneben war Teipel seit 1934 Preußischer Provinzialrat und Mitglied der Sturmabteilung, in der er 1943 den Rang eines Standartenführers erreichte. Auf lokaler Ebene war er von 1935 bis 1945 Ratsherr in Arnsberg sowie von 1929 bis 1930 Provinziallandtagsabgeordneter der Provinz Westfalen.
Im Jahr 1938 wurde Teipel Vorsitzender des Kreisgerichts der NSDAP in Arnsberg. Zu Beginn des Zweiten Weltkrieges hat er zeitweilige auch die Amtsgeschäfte des Landrates im Kreis Lippstadt und im Kreis Soest übernommen. Im Jahr 1942 hat er das Goldene Parteiabzeichen erhalten.
Kurze Zeit später endete zunächst Teipels politische Karriere. Am 22. Mai 1942 wurde ihm vom Reichsinnenminister jede amtliche Tätigkeit untersagt und er wurde bis auf weiteres beurlaubt. Hintergrund war ein Strafprozess gegen seine Frau, die wegen Bezugs widerrechtlich erworbener Lebensmittel zu einer Geldstrafe von 1000 RM verurteilt worden war.
Teipel wurde als Landrat abgesetzt und dem Reichsministerium für die besetzten Ostgebiete zugeteilt. Ab 1943 war er Gebietskommissar im Reichskommissariat Ukraine. Im Jahr 1944 wurde er vertretungsweise mit der Verwaltung des Landratsamtes Wanzleben beauftragt. Teipel nahm sich im April 1945 beim Einmarsch der amerikanischen Truppen das Leben.

## Schriften
- Vergleichende Untersuchungen über den diagnostischen Wert der Conjunctival- und der Palpebralreaktion bei der Rindertuberkulose, Berlin 1923. (Dissertation)